# The Red Badge of Gayness
«The Red Badge of Gayness» (En España «La divisa roja de gayness» y en Hispanoamérica «La medalla roja de los gays» o «Guerra» («War») es el episodio 45 de la serie animada South Park.

## Trama
El episodio comienza cuando los chicos (Kenny, Kyle, Stan y Cartman) vestidos con uniformes del Ejército de la Unión ensayan como banda de guerra para la representación de la guerra civil americana pero Cartman no lleva el ritmo de la banda tocando el tambor como si estuviese tocando Rock n' Roll, y los demás chicos hartos de su actitud le exijen tocar la flauta en lugar de Kenny y Cartman destruye el tambor y se va con desaire.
En el pueblo todos se preparan para recrear la ficticia Batalla de Tamarack Hill a un público de 200 personas y Jimbo Kern anuncia al nuevo patrocinador del evento; licor Schnapps con sabor a S'more y el narrador de la representación era Marvin Marsh, abuelo de Stan, primero que vio la primera representación en 1924. Mientras Cartman vestido como el General Robert E. Lee les apuesta a sus amigos que si el sur gana serán sus esclavos por un mes o viceversa si el norte gana. Sabiendo que históricamente el norte gana, Stan y Kyle aceptan la apuesta.
A las 9 horas de la mañana, la representación de la batalla comienza siendo narrada por el abuelo Marsh, Jimbo interpreta a un general del Ejército de los Estados Confederados y Randy Marsh a un general de la Unión. Aunque la batalla históricamente la pierden los confederados, Cartman roba la campana que era el objetivo a capturar por la Unión, algo que arruina el acto, por tanto, el acto debe de ser repetido. Cartman aprovechando la borrachera de los hombres por tomar Schnapps hace que en la representación los confederados ganen la batalla luego de que les disparasen balas de salva al ejército de la Unión dejándolos lastimados.
Los chicos se enojan con Cartman ya que saben que el estropeó el acto y reclamándoles que históricamente es el Norte que gana la guerra civil. Jimbo emborracha a los hombres del ejército de la Unión para que se uniesen al ejército confederado y tomar Topeka, Kansas donde se suponía que los confederados habían perdido otra batalla, a pesar de que Cartman fingiendo otra voz los desafía, los confederados se dirigen a tomar la ciudad y Cartman recluta a Kenny asegurándole muchas mujeres. Una vez la ciudad de Topeka es tomada por asalto, los hombres buscan mas S'more Schnapps con el que se emborrachan todavía más e incitan a los hombres de Topeka a unirse al ejército confederado, posteriormente el borracho ejército creyendo representar cada batalla toma cada pueblo hasta llegar a Chattanooga, Tennessee. Kyle, Stan y su abuelo se dirigen a la ciudad para detener a los hombres, pero la Guardia Nacional de los Estados Unidos creyendo que eran extremistas tratan de abatirlos y al disparar una bengala de aviso, Kenny es muerto por la misma y Cartman envía un mensaje a su madre sobre su muerte.
En principio, el ejército roba la fuente de su borrachera; el S'more Schnapps, creyendo terminar así con los confederados. Al día siguiente sin Schnapps, los hombres se dirigen a tomar el bus a South Park, y Kyle trata de darle una lección a Cartman de no alterar la historia pero este dispuesto a no perder su apuesta llama en un teléfono público por más Schnapps. Con los hombres de nuevo borrachos se dirigen a tomar Fort Sumter, Carolina del Sur. Una vez tomado el fuerte (cuando se estaba haciendo una guía turística), el ejército trata de abatir a los confederados pero el ejército es inmediatamente rodeado por refuerzos de todo Carolina del Sur.
Finalmente los confederados llegan a Washington D. C. donde todo el ejército confederado fuerza al Presidente Bill Clinton a que dejase que los estados del sur formasen su estado, de lo contrario divulgarían un video de él con Marisa Tomei (algo inventado por Cartman). Clinton está dispuesto a firmar con la resignación a ser esclavos de Cartman pero el abuelo aprovechando aun la borrachera de los hombres y para evitar la rendición de Clinton hace que Kyle y Stan se disfracen de Abraham Lincoln y Jefferson Davis respectivamente donde este último pide la rendición de los confederados, Kyle como Lincoln acepta la rendición y le asegura a los rendidos un año entero de S'more Schnapps. A pesar de la oposición de Cartman, todos los hombres se retiran y van a casa, y Kyle le arranca a Cartman su barba de General Lee, como la tenía pegada, al ser arrancada Cartman grita tan fuerte que hasta lo oyen los visitantes (Cartman tiene una sonda anal) y los Marklars (Paco el Flaco en el espacio).
Clinton les agradece acabar con la "rebelión de los estados del sur" y hacen que Cartman sea esclavo de ambos pero Cartman les hace recordar que por ser el Norte, no hay esclavitud y Clinton les dice que la esclavitud es ilegal. Furiosos por ello, Stan y Kyle vuelven a South Park, no sin antes insultar a Clinton, junto con Cartman y el abuelo.

## Muerte de Kenny
Muere incinerado por una bengala cuando los soldados de EUA la disparan al aire como una advertencia. Cabe destacar que el abuelo Marsh le roba la frase a Kyle cuando se arma la típica conversación "Oh dios mio, mataron a Kenny".